# Plegadis ridgwayi
L'ibis della puna (Plegadis ridgwayi, Allen, 1876) è un uccello della famiglia dei Treschiornitidi. La specie è endemica dell'America del Sud, dove abita le paludi e le zone umide in generale.

## Descrizione
L'ibis della puna è un ibis di media taglia, la cui lunghezza si aggira sui 56–61 cm. Da lontano sembra nero, ma visto da vicino il corpo degli esemplari adulti ha un colore di base violaceo-marrone, evidenziato da riflessi lucidi verdi e viola sulle penne copritrici, mentre le parti inferiori hanno un colore vicino al nero. Testa e collo sono marroni, mentre la coda ha un colore verde scuro; gli occhi sono rossi, il becco è rosso scuro, mentre le zampe sono nere. In inverno la colorazione del piumaggio diviene più opaca.
Durante la stagione riproduttiva collo e testa hanno un colore più brillante, mentre in periodo non nuziale diventano più scuri, con piccole striature di colore bianco; queste sono ancora più accentuate negli esemplari giovani, presso i quali si estendono fino all'addome. Gli individui non maturi, inoltre, non mostrano la lucentezza di quelli adulti; occhi e becco hanno un colore meno brillante, tendente al marrone. Il dimorfismo sessuale è poco accentuato, con i maschi in genere poco più grandi delle femmine.

## Biologia
La stagione di nidificazione varia geograficamente: sul lago di Junín la specie è stata osservata nidificare tra aprile e luglio, mentre nella parte più meridionale del suo areale il periodo è compreso tra novembre e febbraio. I nidi sono in genere costruiti tra i canneti e sono costituiti da fibre derivanti da piante dei generi Scirpus, Juncus o Typha; la nidificazione avviene spesso in colonie dove sono presenti altre specie di uccelli acquatici.
La femmina depone 2 o 3 uova di colore azzurro-turchese, del peso di poco più di 100 mg e della grandezza di circa 130 mm; dalle osservazioni effettuate sul campo sembra che i genitori si alternino nel nutrimento dei pulcini. Come è comune per le specie del genere Plegadis, è solito formare vaste colonie di individui, nelle quali possono essere presenti anche specie diverse.
L'ibis della puna si muove in grossi stormi, volando a poca distanza dal suolo e formando una “V” o una serie di linee ondulate. Generalmente è un uccello silenzioso, ma emette un caratteristico suono se disturbato.

## Distribuzione e habitat
Plegadis ridgwayi è una specie endemica dell'America del Sud. Il suo areale è compreso tra Perù centro-settentrionale e meridionale, Bolivia (soprattutto nel bacino del lago Titicaca) e Cile settentrionale; alcuni esemplari sono stati identificati anche nelle zone di Jujuy e Salta, nell'Argentina nord-occidentale. Frequenta le zone umide delle Ande anche fino alla quota di 4800 m s.l.m., ma spesso sverna tra maggio e settembre sul fondo delle vallate e sulle coste peruviane.
Il suo ambiente caratteristico è quello della puna andina, vale a dire della zona temperata ubicata a circa 4000 m s.l.m.; occasionalmente è stato avvistato anche a quote superiori, nella zona climatica artica andina. L'ibis della puna frequenta le paludi e i pascoli umidi, nutrendosi nell'erba bassa, nei terreni fangosi e al margine dei torrenti e degli specchi d'acqua. Le zone di nidificazione sono però limitate ad alcuni laghi andini.